# Ley de Residuos Peligrosos
La Ley de Residuos Peligrosos nº 24 051 de la República Argentina fue el primer estatuto de carácter federal sobre cuestiones ambientales. Fue sancionada por el Congreso el 17 de diciembre de 1991 y promulgada por el Poder Ejecutivo el 8 de enero de 1992, dos años antes de la reforma constitucional de 1994.
Anterior a la reforma constitucional, las leyes ambientales en materia ambiental sólo regían si las provincias la aceptaban de forma voluntaria, por ello de las 24 provincias, únicamente 13 han adherido a la ley, 9 dictaron su propia legislación y 2 adhirieron y dictaminaron sus propias reglamentaciones.
Complementaria a esta ley es el Decreto reglamentario 831 de 1993 que fija el cobro de una "Tasa de Evaluación y Fiscalización" cuyo monto fue establecido en virtud de la cantidad y la peligrosidad de los residuos.

## Marco legal
Para la aplicación de la Ley de Residuos Peligrosos se toma en cuenta la generación, manipulación, transporte, tratamiento y disposición final de los residuos peligrosos, es decir, desde que se producen hasta su disposición final. Como definición de residuo peligroso el reza:

Será considerado peligroso, a los efectos de esta ley, todo residuo que pueda causar daño, directa o indirectamente, a seres vivos o contaminar el suelo, el agua, la atmósfera o el ambiente en general.
Artículo 2.

Asimismo deja excluidos a los residuos domiciliarios, los radioactivos y los generados de la actividad normal de los buques, los cuales se regirán por leyes especiales. En el artículo 3 se prohíbe la importación, introducción y transporte de todo tipo de residuos provenientes de otros países al territorio o al espacio marítimo o aéreo, extendiéndose también a los residuos nucleares.

### Autoridades
En 2007 se creó, bajo la órbita de la Secretaría de Ambiente y Desarrollo Sustentable, en la Subsecretaría de Control y Fiscalización Ambiental y Prevención de la Contaminación, una dirección específica para la gestión de los residuos peligrosos, llamada Dirección de Residuos Peligrosos. El objetivo era que diera cumplimiento a la Ley de Residuos Peligrosos y a la Ley N.º 23.922, que aprobaba el Convenio de Basilea. 
A partir de los cambios en el Ministerio de Ambiente y Desarrollo Sostenible, a 2025 la autoridad de control es la Coordinación de Residuos Peligrosos.

### Generadores y Operadores de residuos peligrosos

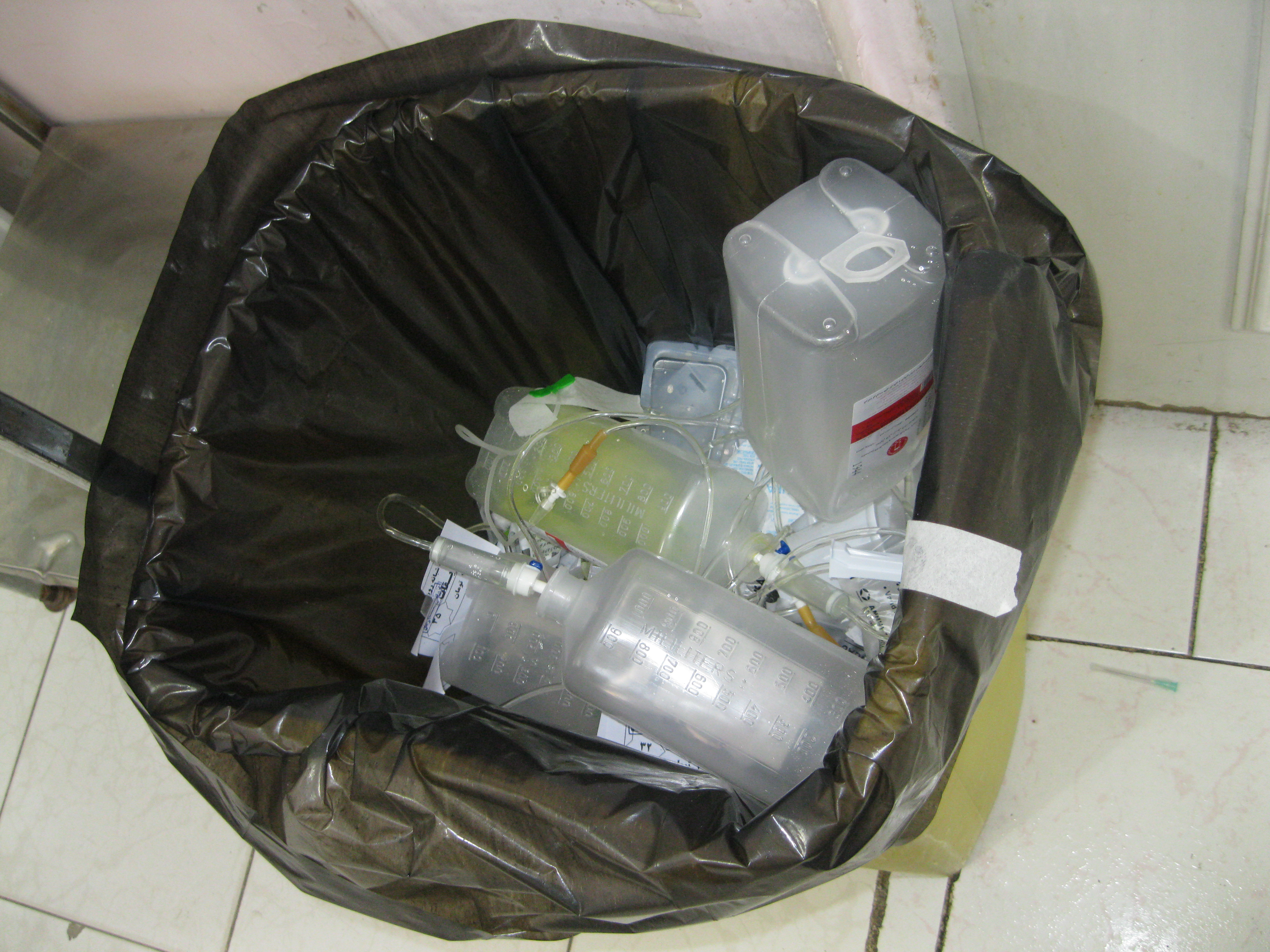
Residuos patológicos de hospital.

Se implementa mediante la ley un Registro de Generadores y Operadores de residuos peligrosos, que deberían inscribirse ya sean personas físicas o jurídicas a los que se les expediría un certificado que debiera renovarse de forma anual.
En cuanto a "directores, administradores, gerentes, mandatarios o gestores, estuvieren desempeñando o hubieren desempeñado alguna de esas funciones en sociedades que estén cumpliendo sanciones de suspensión o cancelación de la inscripción por violaciones a la presente ley cometidas durante su gestión" no podrán inscribir sus sociedades.
- Generadores: toda persona física o jurídica que, como resultado de sus actos o de cualquier proceso, operación o actividad, produzca residuos calificados como peligrosos.[2]

Los generadores deben adoptar medidas para reducir la cantidad de desechos que producen; separar y no mezclar los residuos peligrosos entre sí; envasarlos, identificarlos, numerarlos y fecharlos; y entregarlos a transportistas autorizados cuando no los pudieran tratar ellos mismos. Se incluyen a los generadores de residuos patológicos (cultivos de laboratorio, orgánicos, de animales, quimioterápicos, de jeringas, ampollas, etc.).

### Transportistas
En cuanto a los transportistas de residuos peligrosos deben inscribirse y aportar sus datos, tipos de residuos que transportarán, vehículos y contenedores a ser utilizados, certificar conocimientos en caso de emergencia y tener una póliza de seguros con una suma suficiente que cubra los posibles daños que pueda ocasionar.
Se les prohíbe mezclar los residuos, almacenarlos por más de diez días, transportarlos en embalajes o envases deficientes, aceptar residuos no asegurados, transportar simultáneamente residuos peligrosos incompatibles.

### Plantas de tratamiento y disposición final
- Plantas de tratamiento: son aquellas en las que se modifican las características física, la composición química o la actividad biológica de cualquier residuo peligroso, de modo tal que se eliminen sus propiedades nocivas, o se recupere energía y/o recursos materiales, o se obtenga un residuo menos peligroso, o se lo haga susceptible de recuperación, o más seguro para su transporte o disposición final.[2]
- Plantas de disposición final: los lugares especialmente acondicionados para el depósito permanente de residuos peligrosos en condiciones exigibles de seguridad ambiental.[2]

Las plantas de disposición final para su habilitación requerirán, entre otros, de un estudio de impacto ambiental. Además de una permeabilidad del suelo no mayor de 10 cm/s hasta una profundidad no menor de 150 centímetros tomando como nivel cero (0) la base del relleno de seguridad; o un sistema análogo, en cuanto a su estanqueidad o velocidad de penetración; una profundidad del nivel freático de por lo menos dos (2) metros, a contar desde la base del relleno de seguridad.

### Responsabilidades, infracciones y sanciones, penas
Como responsabilidades la ley no exime al demostrar la culpabilidad de un tercero y la misma no desaparece por la transformación, especificación, desarrollo, evolución o tratamiento de estos. Las infracciones tienen niveles que pueden ser acumulativos:
1. Apercibimiento,
2. Multa,
3. Suspensión en registro de 30 días a 1 año,
4. Cancelación de la inscripción en registro.

Las penas se refieren en el artículo 55 a quién o quiénes "envenenare, adulterare o contaminare de un modo peligroso para la salud, el suelo, el agua, la atmósfera o el ambiente en general", en caso de muerte de una persona serán de 10 a 25 años de prisión. Por imprudencia, negligencia o impericia de 1 mes a 2 años de prisión y si hubiere enfermedad o muerte de una persona, de 6 meses a 3 años de prisión.

## Provincias adheridas
| Provincia              | Adhesión | Con Prohibición | Resumen             | Observaciones |
| ---------------------- | -------- | --------------- | ------------------- | --- |
| Buenos Aires           | No       | Sí              | Residuos Especiales | Art. 28 de la Constitución de la pcia., Ley de radicación industrial 11.459, de residuos patogénicos 11.347, residuos especiales 11.720.           |
| Catamarca              | Sí       | Sí              | Residuos Peligrosos | |
| Chaco                  | No       | Sí              | Residuos Peligrosos | Estuvo adherida en el pasado. Ley 3.946 de ingreso de residuos y en residuos patológicos ley 3.418 y decreto reglamentario 1611/92.                |
| Chubut                 | Sí       | Sí              | Residuos Peligrosos | |
| Ciudad de Buenos Aires | No       | Sí              | Residuos Peligrosos | Ley 2.214 de residuos peligrosos, 154 de residuos patogénicos, Constitución de la ciudad arts. 27 y 28.                                            |
| Córdoba                | Sí       | No              | Residuos Peligrosos | Ley de Residuos Peligrosos N.º 8.973/ 03, y su Decreto Reglamentario 2.149/ 2003 de adhesión a la Ley Nacional 24.051                              |
| Corrientes             | Sí       | No              | Residuos Peligrosos | |
| Entre Ríos             | Sí       | Sí              | Residuos Peligrosos | |
| Formosa                | Sí       | Sí              | Residuos Peligrosos | |
| Jujuy                  | Sí       | Sí              | Residuos Peligrosos | |
| La Pampa               | Sí       | Sí              | Residuos Peligrosos | |
| La Rioja               | Sí       | Sí              | Residuos Peligrosos | |
| Mendoza                | Sí       | Sí              | Residuos Peligrosos | Ley Provincial 5.917 - Generación, Manipulación, Transporte y Tratamiento de Residuos Peligrosos. Decreto Reglamentario Nª 2625/99.                |
| Misiones               | Sí       | Sí              | Residuos Peligrosos | |
| Neuquén                | No       | Sí              | Residuos Peligrosos | Ley 2.250 residuos químicos, patológicos, biológicos de carácter peligroso o tóxico.                                                               |
| Río Negro              | No       | Sí              | Residuos Especiales | Ley 3.013 recolección y tratamiento de residuos peligrosos, 3.250 de gestión de residuos especiales, ley 3.250 prohibición de ingreso de residuos. |
| Salta                  | No       | Sí              | Residuos Peligrosos | Título V capítulos II y III y Decreto 492/00 de residuos peligrosos.                                                                               |
| San Juan               | Sí       | Sí              | Residuos Especiales | |
| San Luis               | Sí       | Sí              | Residuos Peligrosos | |
| Santa Cruz             | No       | Sí              | Residuos Peligrosos | Ley 2.567 de residuos peligrosos. |
| Santa Fe               | No       | No              | Residuos Peligrosos | Ley 11.717 de medio ambiente y desarrollo sustentable y Decreto 1844/02 de residuos peligrosos.                                                    |
| Santiago del Estero    | Sí       | Sí              | Residuos Peligrosos | |
| Tucumán                | Sí       | Sí              | Residuos Peligrosos | |

## Problemas de competencia
Las disposiciones en cuanto a las responsabilidades de carácter administrativo y penal son sólo aplicables en áreas de jurisdicción nacional y en las provincias que hayan ratificado la ley. Adicionalmente, la falta de financiamiento redundan en un bajo cumplimiento y una escasa implementación de los mecanismos de información.
La Ley de Residuos Peligrosos excluye a los residuos domiciliarios, a los radioactivos y a los derivados de las operaciones comunes de los buques.
Además, el artículo 55 reprime a quiénes utilizando residuos enevenenare, adulterara o contaminara de modo peligroso para la salud, el suelo, el agua, la atmósfera o el ambiente en general. Utilizando únicamente la palabra «residuos» parecería que abarca también a los residuos industriales y domiciliarios, sin embargo, esto no es así. Aun así, excluye al envenenamiento como conducta punible.